# Sa Majesté des mouches (film, 1963)
Pour les articles homonymes, voir Lord of the Flies.
Pour plus de détails, voir Fiche technique et Distribution.
Sa Majesté des mouches ou Le Seigneur des mouches au Québec (Lord of the Flies) est un film britannique réalisé par Peter Brook, sorti en 1963.
Il s'agit d'une adaptation du roman du même titre de William Golding.
Il est présenté en compétition au Festival de Cannes 1963.

## Synopsis
L'histoire s'articule en trois grands actes.
Après la chute de leur avion dans l'océan Pacifique, un groupe de jeunes garçons britanniques âgés de six à douze ans se retrouvent seuls sur une île montagneuse.
Loin du monde des adultes, les enfants s'organisent en fonction d'un modèle démocratique : ils élisent Ralph comme chef, secondé par son camarade Porcinet, dit « le gros », souffre-douleur et objet des moqueries de ses camarades. Ils explorent leur île. Jack, le plus vieux de tous, le plus fort physiquement, humilié de ne pas avoir été choisi comme chef, et jaloux, construit son propre clan : il pratique l'apologie de la force et du plaisir. Le pouvoir de Ralph diminue au fur et à mesure que Jack renforce le sien. Dans cette micro-société, au début du troisième acte, on est passé à la barbarie et à la tyrannie.

## Fiche technique
Sauf indication contraire, les informations mentionnées dans cette section peuvent être confirmées par la base de données cinématographiques IMDb,  présente dans la section « Liens externes ».
- Titre original : Lord of the Flies
- Titre français : Sa Majesté des mouches
- Titre québécois : Le Seigneur des mouches
- Réalisation : Peter Brook
- Scénario : Peter Brook (non crédité), d'après le roman Sa Majesté des mouches (Lord of the Flies) de William Golding
- Musique : Raymond Leppard
- Costumes : Susan Fletcher
- Photographie : Tom Hollyman
- Son : James Townsend
- Montage : Peter Brook, Gerald Feil et Jean-Claude Lubtchansky
- Production : Lewis M. Allen
- Société de production : Two Arts Ltd.
- Société de distribution : British Lion Film Corporation
- Budget : 80 000 de livres (soit 250 000 d'euros)[1]
- Pays de production :  Royaume-Uni
- Langue originale : anglais
- Format : noir et blanc — 1,37:1 (ratio original) ; 1,66:1 (sortie européenne) — 35 mm
- Genre : drame psychologique et dystopique
- Durée : 92 minutes
- Dates de sortie :
  - France : 12 mai 1963 (Festival de Cannes) ; 2 juin 1965 (sortie nationale)[2]
  - Québec : 13 août 1963[3]
  - Royaume-Uni : 23 juillet 1964

## Distribution
- James Aubrey : Ralph
- Tom Chapin : Jack
- Hugh Edwards : Piggy
- Roger Elwin : Roger
- Tom Gaman : Simon
- Roger Allan : Piers
- David Brunjes : Donald
- Peter Davy : Peter
- Kent Fletcher : Percival
- Nicholas Hammond : Robert
- Christopher Harris : Bill
- Alan Heaps : Neville
- Jonathan Heaps : Howard
- Burnes Hollyman : Douglas
- Andrew Horne : Matthew

## Production

### Tournage
Le tournage a entièrement lieu, entre le 17 avril et le mois d'août 1961, à Porto Rico : Aguadilla, El Yunque (en) et Vieques, ainsi qu'à la Jamaïque, au Port Antonio dans la paroisse de Portland.

### Musique
La musique du film est composée par Raymond Leppard.
La bande originale The Original Sound Track Recording of Lord of the Flies est sortie en 1963 par le label américain Äva Records (en) :
Liste de pistes
1. Theme from Lord of the Flies (01:40)
2. Way Down East (from The Great Chase") (01:30)
3. Cleopatra's Barge (from Cleopatra") (02:13)
4. To Kill to MockingBird (from To Kill to MockingBird) (02:01)
5. Our Language of Love (from Irma la Douce) (03:42)
6. Theme from Two Weeks in another town (02:17)
7. Theme from Lord of the Flies — Original Sound Track Recording (01:05)
8. Follow Me (Love Song) (from Mutiny on the Bounty) (02:51)
9. Theme from A Girl named Tamiko  (02:18)
10. Theme from David and Lisa (02:12)
11. A Few Tender Words (Love Theme from Period of Adjustment) (02:59)
12. Main title from The Rat Race (02:12)

## Accueil critique
Jean de Baroncelli, du journal Le Monde, souligne, le 8 juin 1965, que le film « risque d'horrifier certains spectateurs pour qui le monde de l'enfance est un monde préservé que les abominations des adultes ne sauraient atteindre. Il faut reconnaître qu'il y a dans ce film des plans et des scènes que notre sensibilité accepte difficilement. Peter Brook a-t-il été trop loin dans le manichéisme ? A-t-il trop poussé au noir telle ou telle situation ? C'est possible. Mais cette violence et cette férocité ont du moins le mérite de forcer notre attention. ».

## Nomination
- Festival de Cannes 1963 : sélection officielle, en compétition

## Anecdotes
- Dans la version anglaise, le rôle de Tom Chapin (Porcinet) a été doublé par un garçon britannique à la demande de la production : l'acteur est bel et bien britannique, mais a passé plus de temps aux États-Unis avant le tournage, ce qui lui fait perdre son propre accent.
- Les enfants, ces acteurs, ont joué leur rôle durant les grandes vacances scolaires : ce sont leurs parents qui l'ont fermement souhaité avant de donner leur accord[9].
- James Aubrey a pu continuer sa carrière. D'ailleurs, on peut l'apercevoir dans Les Prédateurs et Spy Game, jeu d'espions de Tony Scott, Cry Freedom de Richard Attenborough. Il s'est surtout illustré dans le théâtre notamment au Royal Shakespeare Company, et a obtenu les éloges de Tennessee Williams pour son rôle de Tom dans La Ménagerie de verre.
- Une seconde adaptation du même roman original est réalisée en 1989 par Harry Hook, en couleur, sous le même titre Lord of the Flies. Il est distribué en France sous le titre L'Île oubliée.